# 稀花黄堇
稀花黄堇（学名：[Corydalis dubia] 错误：{{Lang}}：文本有斜体标记（帮助））为罂粟科紫堇属下的一个种。

## 扩展阅读
- 維基物種上的相關：稀花黄堇